# Rund um Mitteldeutschland

Alfred Köcher, Sieger 1895

Das Straßenradrennen Rund um Mitteldeutschland war eine Radsportveranstaltung in Deutschland. Es war ein Wettbewerb, der als Eintagesrennen ausgetragen wurde.

## Geschichte
Rund um Mitteldeutschland (auch Rund durch Mitteldeutschland) wurde 1891 begründet und mit Unterbrechungen bis 1911 als Rennen für Berufsfahrer in Sachsen veranstaltet.

## Palmarès
| Jahr      | Sieger            | Zweiter           | Dritter        |
| --------- | ----------------- | ----------------- | -------------- |
| 1891      | Paul Blank        | Paul Zahn         | Johannes Pundt |
| 1892–1894 | nicht ausgetragen |                   |                |
| 1895      | Alfred Köcher     | Paul Blankenburg  | Gustav Seiler  |
| 1896–1909 | nicht ausgetragen |                   |                |
| 1910      | Karl Zander       | Heinrich Schulten | Josef Putz     |
| 1911      | Richard Schenkel  | Willi Marx        | Karl Zander    |